# Тетрафенилметан
Тетрафенилметан — органическое соединение, производное метана, в котором все четыре атома водорода заменены на фенильные группы.

## История открытия и метод синтеза
Тетрафенилметан впервые синтезирован М. Гомбергом по следующей схеме:
Также Гомбергом были получены нитро- и аминопроизводные тетрафенилметана и было обнаружено превращение последнего в парарозанилин, к тому времени известный.